# Notre-Dame-de-Gravenchon
Notre-Dame-de-Gravenchon település Franciaországban, Seine-Maritime megyében. Lakosainak száma 8744 fő (2018. január 1.). Notre-Dame-de-Gravenchon Petiville községgel határos.

## Népesség
A település népességének változása:
| Lakosok száma | 5488 | 6273 | 8335 | 8901 | 8618 | 8208 | 8138 | 10 077 | 8634 | 8744 |
|               | 1962 | 1968 | 1975 | 1990 | 1999 | 2008 | 2013 | 2016   | 2017 | 2018 |